# Popillia ovata
Popillia ovata är en skalbaggsart som beskrevs av Hermann Julius Kolbe 1894. Popillia ovata ingår i släktet Popillia och familjen Rutelidae. Utöver nominatformen finns också underarten P. o. madibirensis.